# Емельяновская (Тарногский район)
Емелья́новская — деревня в Тарногском районе Вологодской области России.
Входит в состав Спасского сельского поселения, с точки зрения административно-территориального деления — в Нижнеспасский сельсовет.
Расстояние до районного центра Тарногского Городка по автодороге — 59 км, до центра муниципального образования Никифоровской по прямой — 15 км. Ближайшие населённые пункты — Ваневская, Шеловская, Марачевская.
По переписи 2002 года население — 18 человек.